# Kubej
Kubej (ukrainisch Кубей; russisch Кубей Kubei, rumänisch Cubei) ist ein Dorf im Budschak im Südwesten der Ukraine mit etwa 5164 Einwohnern (2024).
Das 1809 unter dem Namen Cubei (ukr. Кубей) gegründete Dorf trug zwischen dem 14. November 1945 und dem 12. Mai 2016 den Namen Tscherwonoarmijske (ukrainisch Червоноармійське) und wurde im Zuge der ukrainischen Dekommunisierung umbenannt.
Es liegt am Ufer des Karassulak (Карасулак), einem 21 km langen Zufluss des Jalpuhsees an der ukrainisch-moldauischen Grenze. Durch das Dorf verlaufen die Territorialstraßen T–16–08 und T–16–32. Das Rajonzentrum Bolhrad liegt 20 km südwestlich und das Oblastzentrum Odessa liegt etwa 200 km nordöstlich des Dorfes.

## Verwaltungsgliederung
Am 12. Juni 2020 wurde das Dorf zum Zentrum der neugegründeten Landgemeinde Kubej (Кубейська сільська громада/Kubejska silska hromada), zu dieser zählen auch noch die 2 in der untenstehenden Tabelle aufgelistetenen Dörfer, bis dahin bildete es die gleichnamige Landratsgemeinde Kubej (Кубейська сільська рада/Kubejska silska rada) im Nordwesten des Rajons Bolhrad.
Folgende Orte sind neben dem Hauptort Kubej Teil der Gemeinde:
| Name                     | Name       | Name                       | Name        |
| ukrainisch transkribiert | ukrainisch | russisch                   | rumänisch   |
| ------------------------ | ---------- | -------------------------- | ----------- |
| Orichiwka                | Оріхівка   | Ореховка (Orechowka)       | Pandaclia   |
| Wynohradne               | Виноградне | Виноградное (Winogradnoje) | Hasan-Batâr |

## Persönlichkeiten
Der bulgarische Slawist, Literaturhistoriker und Bibliograph Alexandar Teodorow-Balan (1859–1959) wurde in Kubej geboren.